# Dave Fleischer
David „Dave“ Fleischer (* 14. Juli 1894 in New York City; † 25. Juni 1979 in Woodland Hills, Kalifornien) war ein US-amerikanischer Animator, Regisseur und Produzent. Gemeinsam mit seinem Bruder Max Fleischer war er Gründer der Fleischer Studios.

## Leben
Dave Fleischers Eltern waren sieben Jahre vor seiner Geburt von Österreich in die USA gezogen. Hier kam Dave Fleischer als viertes von fünf Kindern zur Welt. Schon im Kindesalter zeigte sich sein Zeichentalent und nach Ende der Schulzeit wurde er zunächst Werbezeichner und kam 1913 zu Pathé Films als Schnittmeister. Neben seiner Arbeit bei Pathé entwickelte er mit seinem Bruder Max Fleischer, der im Trickfilmgewerbe Fuß fassen wollte, das Rotoskop, das Max Fleischer 1915 patentieren ließ. Es ermöglichte erstmals in kurzer Zeit, realistische Bewegungsabfolgen zu animieren. Erste Tests mit der Rotoskopie waren Aufnahmen von Dave Fleischer in einem Clownskostüm, die animiert wurden. Aus der Clownsfigur entstand schließlich die erste erfolgreiche Fleischer-Filmserie Koko der Clown.
Fleischer diente im Ersten Weltkrieg in Washington und wurde unter anderem bei der Medical Corps Film Unit als Schnittmeister eingesetzt. Nach Ende des Kriegs fanden Max und Dave Fleischer in John Randolph Bray von den J. R. Bray Studios einen Produzenten, der ihre Arbeit unterstützte. Ab 1918 entstand die Kurzfilmserie Out of the Inkwell, die monatlich von Paramount (bis 1920) bzw. Goldwyn (1921) im Bray Pictograph Screen Magazine veröffentlicht wurde. Im Jahr 1921 gründeten Dave und Max Fleischer ihre erste Filmproduktionsfirma Out of the Inkwell Films, die späteren Fleischer Studios. Bis 1927 entstanden weitere Filme der Reihe Out of the Inkwell sowie 1924 bis 1926 die Reihen Inklings und Song Car-Tunes. Während Dave Fleischer als Regisseur fungierte, war Max Fleischer als Produzent beteiligt. In den folgenden Jahren führte Dave Fleischer bei Klassikern des Fleischer Studios Regie, darunter bei den Betty-Boop-Filmen, der Popeye-Serie sowie den Superman-Kurztrickfilmen.
Dave und Max Fleischer trennten sich 1941 im Streit und Dave Fleischer wurde von 1942 bis 1944 Trickfilmproduzent in der Animationsabteilung von Columbia Pictures. Unter anderem leitete er kurzzeitig das Filmstudio Screen Gems, das zu Columbia gehörte. Im Jahr 1944 ging er zu Universal, wo er bis zu seinem Ruhestand Ende der 1960er-Jahre unter anderem für Animationssequenzen in Spielfilmen, darunter in Alfred Hitchcocks Die Vögel, zuständig war. Fleischer verstarb 1979 an den Folgen eines Herzinfarkts.

## Filmografie (Auswahl)
- 1919: The Clown’s Pup
- 1919: The Tantalizing Fly
- 1919: Slides
- 1920: The Boxing Kangaroo
- 1920: The Chinaman
- 1920: The Circus
- 1920: The Clown’s Little Brother
- 1920: The Ouija Board
- 1920: Perpetual Motion
- 1920: Poker
- 1920: The Restaurant
- 1921: The Automobile Ride
- 1921: Cartoonland
- 1921: The First Man to the Moon
- 1921: Fishing
- 1921: Invisible Ink
- 1921: November
- 1921: The Sparring Partner
- 1922: Birthday
- 1922: Bubbles
- 1922: The Challenge
- 1922: The Dresden Doll
- 1922: The Hypnotist
- 1922: Jumping Beans
- 1922: Mosquito
- 1922: Pay Day
- 1922: Reunion
- 1922: The Show
- 1923: Balloons
- 1923: The Battle
- 1923: Bedtime
- 1923: The Contest
- 1923: False Alarm
- 1923: Flies
- 1923: The Fortune Teller
- 1923: Fun from the Press
- 1923: Laundry
- 1923: Modeling
- 1923: The Puzzle
- 1923: Shadows
- 1923: Surprise
- 1923: Trapped
- 1923: The Einstein Theory of Relativity
- 1924: The Cure
- 1924: Ko-Ko in 1999
- 1924: Ko-Ko the Hot Shot
- 1924: League of Nations
- 1924: The Masquerade
- 1924: The Runaway
- 1924: Vacation
- 1924: Vaudeville
- 1925: Big Chief Ko-Ko
- 1925: The Cartoon Factory
- 1925: Ko-Ko Celebrates the Fourth
- 1925: Ko-Ko Eats
- 1925: Ko-Ko in Toyland
- 1925: Ko-Ko Nuts
- 1925: Ko-Ko on the Run
- 1925: Ko-Ko Packs ’em
- 1925: Ko-Ko Sees Spooks
- 1925: Ko-Ko’s Thanksgiving
- 1925: Ko-Ko the Barber
- 1925: Ko-Ko Trains Animals
- 1925: Mother Goose Land
- 1925: The Storm
- 1926: Ko-Ko at the Circus
- 1926: Ko-Ko Baffles the Bulls
- 1926: Ko-Ko Gets Egg-cited
- 1926: Ko-Ko Hot After It
- 1926: Ko-Ko Kidnapped
- 1926: Ko-Ko’s Paradise
- 1926: Ko-Ko Steps Out
- 1926: Ko-Ko the Convict
- 1926: Toot! Toot!
- 1926: The Fadeaway
- 1926: It’s the Cat’s
- 1927: Inklings
- 1927: East Side, West Side
- 1927: Ko-Ko Back Tracks
- 1927: Ko-Ko Makes ’em Laugh
- 1927: Ko-Ko Plays Pool
- 1927: Ko-Ko’s Kane
- 1927: Ko-Ko the Knight
- 1927: Ko-Ko Hops Off
- 1927: Ko-Ko the Kop
- 1927: Ko-Ko Explores
- 1927: Ko-Ko Chops Suey
- 1927: Ko-Ko’s Klock
- 1927: Ko-Ko Kicks
- 1927: Ko-Ko’s Quest
- 1927: Ko-Ko the Kid
- 1927: Ko-Ko Needles the Boss
- 1927: That Little Big Fellow
- 1928: Ko-Ko’s Kink
- 1928: Ko-Ko’s Kozy Korner
- 1928: Koko’s Germ Jam
- 1928: Ko-Ko’s Bawth
- 1928: Ko-Ko Smokes
- 1928: Ko-Ko’s Tattoo
- 1928: Ko-Ko’s Earth Control
- 1928: Ko-Ko’s Hot Dog
- 1928: Ko-Ko’s Haunted House
- 1928: Ko-Ko Lamps Aladdin
- 1928: Ko-Ko Squeals
- 1928: Ko-Ko’s Field Daze
- 1928: Ko-Ko Goes Over
- 1928: Ko-Ko’s Catch
- 1928: Ko-Ko’s War Dogs
- 1928: Ko-Ko’s Chase
- 1928: Ko-Ko Heaves-Ho
- 1928: Ko-Ko’s Big Pull
- 1928: Ko-Ko Cleans Up
- 1928: Ko-Ko’s Parade
- 1928: Ko-Ko’s Dog-Gone
- 1928: Telefilm
- 1928: Ko-Ko in the Rough
- 1928: Ko-Ko’s Magic
- 1928: Ko-Ko on the Track
- 1928: Ko-Ko’s Act
- 1928: Ko-Ko’s Courtship
- 1929: No Eyes Today
- 1929: Noise Annoys Ko-Ko
- 1929: Ko-Ko Beats Time
- 1929: Ko-Ko’s Reward
- 1929: Ko-Ko’s Hot Ink
- 1929: Ko-Ko’s Crib
- 1929: Ko-Ko’s Saxaphonies
- 1929: Ko-Ko’s Knock-down
- 1929: Ko-Ko’s Signals
- 1929: Ko-Ko’s Focus
- 1929: Ko-Ko’s Conquest
- 1929: Ko-Ko’s Harem-Scarem
- 1929: Ko-Ko’s Big Sale
- 1929: Ko-Ko’s Hypnotism
- 1929: Chemical Ko-Ko
- 1929: Noah’s Lark
- 1930: Marriage Wows
- 1930: Radio Riot
- 1930: Hot Dog
- 1930: Fire Bugs
- 1930: Wise Flies
- 1930: The Grand Uproar
- 1930: Sky Scraping
- 1930: Up to Mars
- 1931: Graduation Day in Bugland
- 1931: Suited to a T.
- 1931: Hurry Doctor
- 1931: In My Merry Oldsmobile
- 1931: Texas in 1999
- 1931: A Jolt for General Germ
- 1931: Teacher’s Pest
- 1931: Tree Saps
- 1931: The Cow’s Husband
- 1931: The Male Man
- 1931: Twenty Legs under the Sea
- 1931: Step on It
- 1931: The Herring Murder Case
- 1933: Schneewittchen (Snow-White)
- 1934: Poor Cinderella
- 1934: Little Dutch Mill
- 1935: An Elephant Never Forgets
- 1935: The Song of the Birds
- 1935: The Kids in the Shoe
- 1935: Dancing on the Moon
- 1935: Time for Love
- 1935: Musical Memories
- 1936: Somewhere in Dream Land
- 1936: Popeye the Sailor Meets Sindbad the Sailor
- 1936: The Little Stranger
- 1936: The Cobweb Hotel
- 1936: Greedy Humpty Dumpty
- 1936: Hawaiian Birds
- 1936: Play Safe
- 1936: Weihnachten gibt’s nur einmal im Jahr (Christmas Comes But Once a Year)
- 1937: Bunny-mooning
- 1937: Chicken à la King
- 1937: A Car-Tune Portrait
- 1937: Peeping Penguins
- 1937: Educated Fish
- 1937: Little Lamby
- 1938: Hold It
- 1938: Hunky and Spunky
- 1938: All’s Fair at the Fair
- 1938: The Playful Polar Bears
- 1938: The Tears of an Onion
- 1939: Always Kickin’
- 1939: Aladdin and His Wonderful Lamp
- 1939: Small Fry
- 1939: Barnyard Brat
- 1939: The Fresh Vegetable Mystery
- 1939: Gullivers Reisen (Gulliver’s Travels)
- 1940: Little Lambkin
- 1940: Ants in the Plants
- 1940: Kick in Time
- 1940: Snubbed by a Snob
- 1940: You Can’t Shoe a Horsefly
- 1940: The Dandy Lion
- 1940: King for a Day
- 1940: Sneak, Snoop and Snitch
- 1940: The Constable
- 1940: Mommy Loves Puppy
- 1940: Bring Himself Back Alive
- 1941: Hoppity kommt zurück (Mr. Bug Goes to Town)
- 1941: All’s Well
- 1941: Pop and Mom in Wild Oysters
- 1941: Two for the Zoo
- 1941: Zero, the Hound
- 1941: Twinkletoes Gets the Bird
- 1941: Raggedy Ann and Andy
- 1941: Swing Cleaning
- 1941: Sneak, Snoop and Snitch in Triple Trouble
- 1941: Fire Cheese
- 1941: Twinkletoes – Where He Goes Nobody Knows
- 1941: Copy Cat
- 1941: Gabby Goes Fishing
- 1941: The Wizard of Arts
- 1941: It’s a Hap-hap-happy Day
- 1941: Vitamin Hay
- 1941: Twinkletoes in Hat Stuff
- 1941: Superman
- 1941: Superman in The Mechanical Monsters
- 1942: Superman in Billion Dollar Limited
- 1942: Superman in The Arctic Giant
- 1942: Superman in The Bulleteers
- 1942: The Raven
- 1942: Superman in The Magnetic Telescope
- 1942: Superman in Electric Earthquake
- 1942: Superman in Volcano
- 1942: Superman in Terror on the Midway
- 1943: Imagination

## Auszeichnungen
- 1944: Oscarnominierung in der Kategorie Bester animierter Kurzfilm für Imagination
- 1972: Winsor McCay Award mit Bruder Max Fleischer bei den Annie Awards